# Кабезоны
Кабезоны (лат. Caulolatilus) — род лучепёрых рыб семейства малакантовых (Malacanthidae). Морские придонные рыбы. Обитают у тихоокеанского и атлантического побережий Северной и Южной Америк. Максимальная длина тела от 35 (Caulolatilus dooleyi) до 102 (Caulolatilus princeps) см. Этот род считается наименее специализированным и самым базальным в семействе.

## Классификация
В настоящее время в этом роде 11 признанных ныне живущих видов:
- Caulolatilus affinis T. N. Gill, 1865
- Caulolatilus bermudensis Dooley, 1981
- Caulolatilus chrysops (Valenciennes, 1833)
- Caulolatilus cyanops Poey, 1866
- Caulolatilus dooleyi Berry, 1978
- Caulolatilus guppyi Beebe & Tee-Van, 1937
- Caulolatilus hubbsi Dooley, 1978
- Caulolatilus intermedius Howell-Rivero, 1936
- Caulolatilus microps Goode & T. H. Bean, 1878
- Caulolatilus princeps (Jenyns, 1840)
- Caulolatilus williamsi Dooley & Berry, 1977